# Janne Schaffer

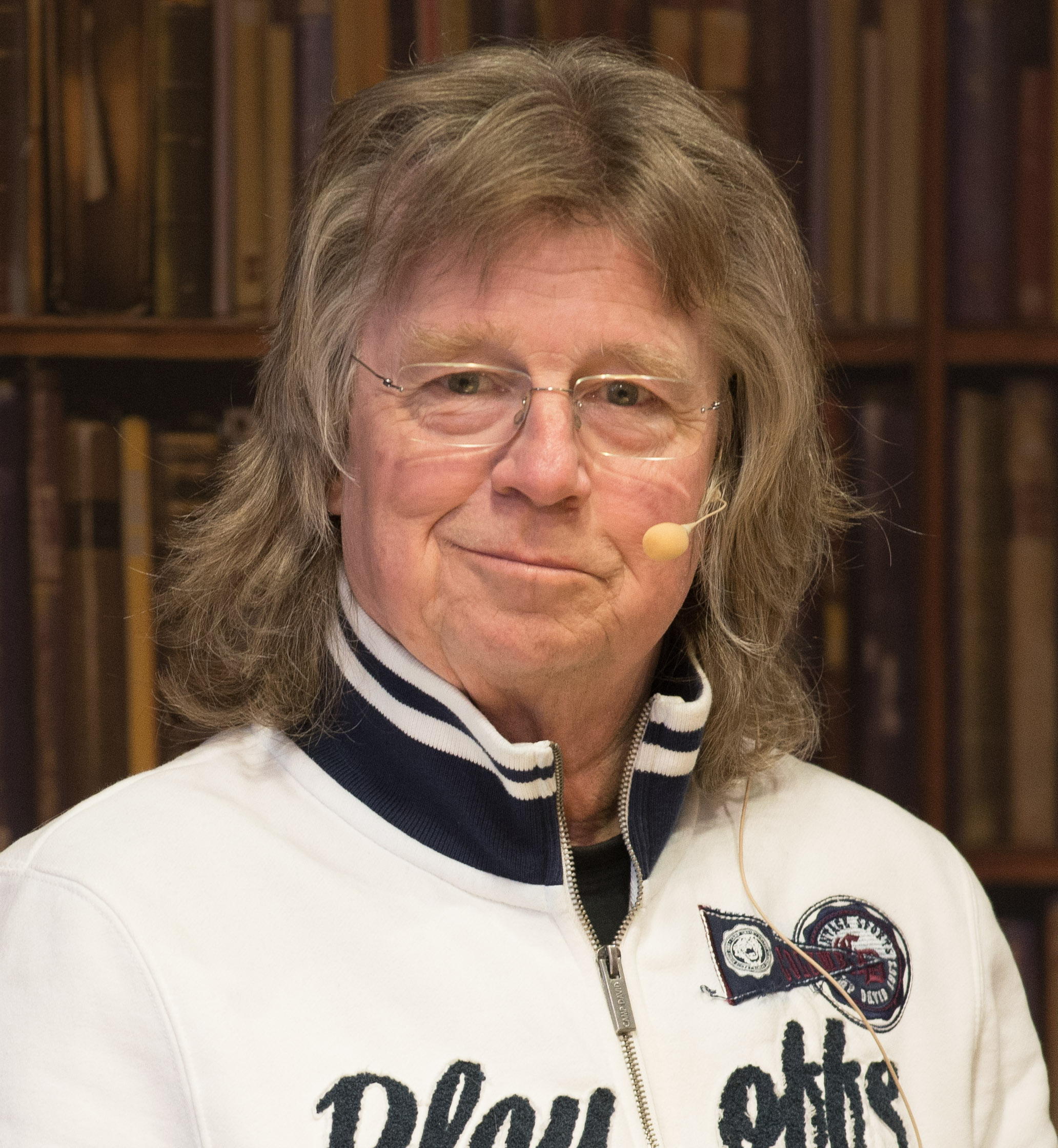
Janne Schaffer 2015.

Jan Erik Tage 'Janne' Schaffer (24 september 1945) is een Zweedse gitarist en songwriter. Hij is het meeste bekend als sessiegitarist voor ABBA, maar hij heeft ook gewerkt met bijvoorbeeld Bob Marley, Johnny Nash, Art Farmer en Tony Williams. In 1977 speelde hij op het Montreux Jazz Festival.

## Biografie
Schaffer speelde als gitarist in popgroepen als 'Noisemen', 'Chicks' en 'Ted and the Caracas', werkte in een dansorkest en had met de Sleepstones een paar kleine hitjes. In de jaren zeventig werkte hij vooral als studiomuzikant, met onder andere ABBA, Ted Gardestad, Cornelis Vreeswijk en Barbro Horberg. Tevens speelde hij met bijvoorbeeld Marley en Johnny Nash. In Zweden werd hij bekend door zijn debuutalbum uit 1973. Zijn derde plaat was een jazzrock-album. Hij speelde op de grote Europese jazz-festivals. Op zijn album Earmeal uit 1979 deed de familie Porcaro mee: Jeff, Steve en Mike Porcaro, alsook hun vader Joe Porcaro. Deze familie is overigens ook te horen op Toto's Toto IV en The Seventh One.
Schaffer is lid van de Electric Banana Band, een succesvolle groep die muziek voor kinderen maakt. In 1999 kreeg hij de Albin Hagström Memorial Prize en in 2023 de koninklijke onderscheiding "Litteris et Artibus".

## Discografie[1]
- 1973 – Janne Schaffer
- 1974 – Janne Schaffer's Andra LP
- 1974 – The Chinese
- 1976 – Katharsis
- 1978 – Earmeal
- 1980 – Presens
- 1982 – Blå Passager Och Röda Vågor
- 1985 – Traffic
- 1987 – Hörselmat med Gävleborgs Symfoniorkester
- 1988 – Electric Graffiti
- 1989 – Julglöd (met Leif Strand, Bo Westman en Nacka Sångensemble)
- 1989 – Katharsis & Earmeal Med Janne Schaffer 1976-1979 (compilatie)
- 1990 – Tid Brusa (met Björn J:son Lindh en Gunnar Idenstam)
- 1992 – Ögonblick
- 1993 – Mellan Sol Och Måne 73-93 (compilatie)
- 1995 – Av Ren Lust
- 1996 – Tunga Låtar 73-96 (compilatie)
- 1996 – Lugna Låtar 80-95 (compilatie)
- 2000 – Den Hela Människan (music from the film Hälsoresan), (met Björn J:son Lindh en Electric Banana Band)
- 2000 – På Andra Sidan Månen
- 2002 – Nära i Sommarnatten (compilatie)
- 2002 – Julglöd (met Björn J:son Lindh, Leif Strand en Nacka Sångensemble)
- 2004 – Överblick (compilatie)
- 2005 – Med Betoning på Ljus (compilatie)
- 2009 – Stämningsfullt - En Vinterresa (compilatie)
- 2010 – Music Story (compilatie-box)
- 2013 – Musik / Schaffer Text / Åberg (met Lasse Åberg)

## Filmmuziek[2]
- 1970 – Förpassad
- 1974 – Flossie
- 1979 – Repmånad eller Hur man gör pojkar av män
- 1998 – EBB the Movie - djungelns kojigaste rulle (met Lasse Åberg)
- 1999 – Hälsoresan – En smal film av stor vikt (met Björn J:son Lindh)
- 2011 – The Stig-Helmer story (met Björn J:son Lindh)